# 影Shadow
『影Shadow』（シャドウ）は、2004年にジャパンホームビデオから発売されたアダルトアニメ作品。全4巻。
激動の幕末が舞台。高度な技術、艶めかしい滑らかな肌、たおやかな曲線を持つ肢体、己が肉体に宿りし全てを駆使して任務を遂行する女忍たちの活躍を描く。
A.P.P.P.がアニメーション制作を担当しており、1話30分につき1万枚以上におよぶ劇場用作品なみの動画枚数が費やされている。また、アダルトアニメでは声優が名義を変名か非公表とすることが通例であるが、本作には全話とも実名で出演している。
2006年1月27日には全4巻収録のDVD-BOXがジャパンホームビデオから発売された。

## 登場人物
華龍
声：夏樹リオ、河原木志穂（幼少時期）

鴉逗女
声：安達まり

乙
声：橘さくら

菊花
声：西沢広香

葵、彩貴
声：土井美加

孫六
声：沢りつお

儀助
声：小杉十郎太

服部十蔵
声：加藤精三

## スタッフ
- 総監督 - 菊地康仁
- 監督 - 阿部雅司
- キャラクターデザイン - 高橋しんや
- 脚本 - 山田光洋
- 舞台デザイン - 原田慎之介
- 色彩設計 - 関美惠子
- 美術監督 - 桑原悟
- 撮影監督 - 岡崎英夫
- 音響監督 - 本田保則
- 音楽 - Marco d`Ambrosio
- アニメーション制作 - A.P.P.P.
- 製作 - 「シャドゥ」製作委員会

## 各話リスト
| 話数   | サブタイトル | 絵コンテ | 演出     | 作画監督   | 発売日         |
| ------ | ------------ | -------- | -------- | ---------- | -------------- |
| 其ノ壱 | 闇の掟       | 山中英治 | -        | 高橋しんや | 2004年3月26日  |
| 其ノ弐 | 獸之道       | 山中英治 | -        | 小林利充   | 2004年6月25日  |
| 其ノ叁 | 抜け忍       | 笹嶋啓一 | 友田政晴 | 谷圭司     | 2004年9月24日  |
| 其ノ四 | 流転         | 阿部雅司 | -        | 高橋しんや | 2004年12月24日 |